# Монталбано Еликона
Монталбано Еликона (итал. Montalbano Elicona) је насеље у Италији у округу Месина, региону Сицилија.
Према процени из 2011. у насељу је живело 1454 становника. Насеље се налази на надморској висини од 871 м.

## Становништво
Према резултатима пописа становништва 2011. у општини је живело 2.420 становника.
| 1936. | 1951. | 1961. | 1971. | 1981. | 1991. | 2001. | 2011. |
| ----- | ----- | ----- | ----- | ----- | ----- | ----- | ----- |
| 6.034 | 5.978 | 5.164 | 4.344 | 3.862 | 3.477 | 2.838 | 2.420 |